# Mimbaan
Mimbaan is een bestuurslaag in het regentschap Situbondo van de provincie Oost-Java, Indonesië. Mimbaan telt 27.797 inwoners (volkstelling 2010).